# Atomosia sericans
Atomosia sericans là một loài ruồi trong họ Asilidae. Atomosia sericans được Walker miêu tả năm 1860. Loài này phân bố ở vùng Tân nhiệt đới.